# Paginierung
Die Paginierung ist die Seitennummerierung eines Schriftstückes, meist in der Kopf- bzw. in der Fußzeile. Die Zahlen werden dabei oft mittig oder außen (bei einseitigen Schriftstücken mittig oder rechts) gestellt. Zusätzlich kann die Seitennummer auch durch die Seitenanzahl (die Gesamtzahl der Seiten) ergänzt werden.

## Seitennummerierung

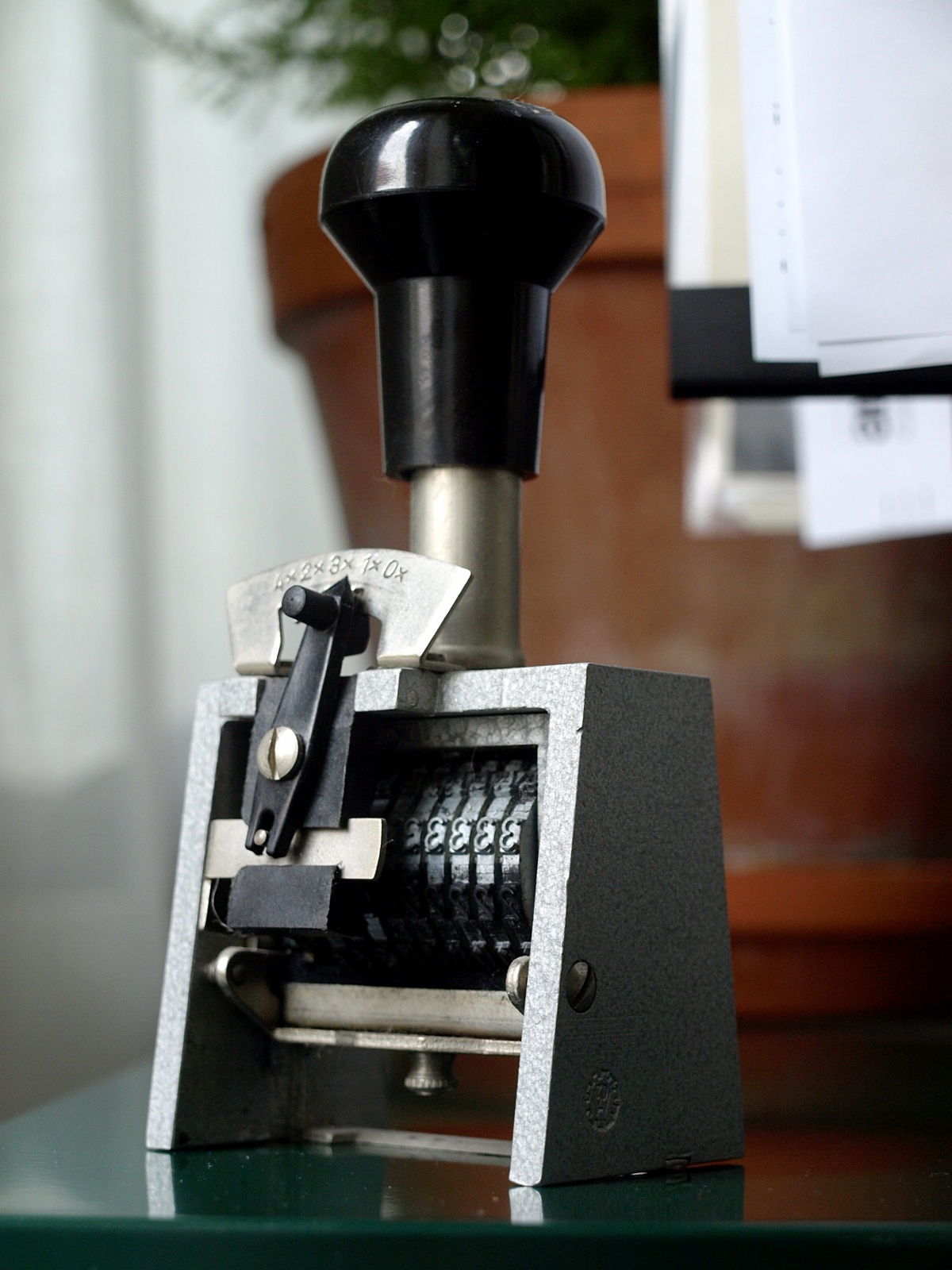
Paginierstempel aus Metall mit automatischer Weiterschaltung

Die Zählung beginnt im Bereich rechtsläufiger Schriften mit Seite 1 auf einer rechten Seite. Seite 1 ist entweder die erste Seite der Titelei, die erste Seite des Einleitungsteils oder die erste Seite des Hauptteils. In der Folge haben linke Seiten gerade und rechte Seiten ungerade Seitennummern. Bei der Kapitelnummerierung beginnt die Seitennummerierung mit jedem Kapitel neu.
Aus Gründen der Ästhetik werden die Zahlen bei der Titelei und weiteren Seiten wie Inhaltsverzeichnis, Beginn neuer Kapitel oder Hauptabschnitte weggelassen. Weiterhin ist dieses in der Belletristik auf der letzten und deshalb meistens nicht vollständig mit Text gefüllten Seite des Buches üblich; dies gilt auch für die Seiten von Kapitelenden, wenn der Text nicht mehr als ein Drittel der Seite füllt (sogenannte Spitzkolumnen). Auf Vakatseiten, also leeren Seiten, wird die Seitennummer weggelassen.
Die Paginierung kann auch manuell für Loseblattsammlungen (z. B. Akten, Laborbücher, Schulhefte usw.) erfolgen. Das manuelle Paginieren wird durch den Paginierstempel erleichtert.
Bei größeren Werken trifft man zuweilen eine Trennung in einen Einleitungsteil mit römischen und einen Hauptteil mit arabischen Ziffern. Durch die Trennung beginnt der Hauptteil mit Seite 1. Früher konnte so bereits mit dem Satz des Hauptteils und dem Indizieren von Stichwörtern begonnen werden, während der Verleger noch auf Vorwort oder Einleitung wartete.
Bei mehrbändigen Werken kann sich die Nummerierung über mehrere Bände fortsetzen, was insbesondere bei Zeitschriftenjahrgängen üblich ist. Bei eilig oder nachträglich erweiterten Drucken kann auch innerhalb eines Bandes die Seitenzählung mehrfach neu von vorne beginnen.
Bei Behördenakten ist die fortlaufende Paginierung Teil der Aktenführung, welche nicht einfach aus Gründen der Einsparung von Verwaltungsaufwand aufgegeben werden darf.

## Blattnummerierung
Die Foliierung (Blattnummerierung) von Handschriften und frühen Drucken zählt nicht die Seiten, sondern die Blätter. Die Zahl ist meist auf dem jeweiligen Blatt oben rechts angegeben.
Beim Zitieren wird die Blattnummer genannt und zwischen Vorder- und Rückseite unterschieden: Eine Vorderseite, lat. recto, wird mit an die Blattnummer # angehängtem oder hochgestelltem r oder a ausgewiesen als #r oder #r bzw. #a oder #a, also z. B. 10r oder 10r; eine Rückseite, lat. verso, wird dementsprechend ausgewiesen mit #v oder #v bzw. #b oder #b, also z. B. 10v oder 10v.
Die Blattnummerierung 1v oder 1v entspricht also (gedacht) der Seitennummerierung S. 2; allerdings ist bei Werken mit Blattnummer nur diese, bei Werken mit Seitennummer nur jene anzugeben, um das Aufschlagen der gesuchten Stelle zu ermöglichen.
Wird mehr als eine Seite neu einpaginiert, so ist die erste neu zu paginierende Seite zum Beispiel mit yy / xx zu bezeichnen, wobei yy die nächste freie Seitenzahl der bereits bestehenden Akte darstellt, und xx die letzte neu einzupaginierende Seite wiedergibt. Ist also ein Schriftsatz mit 5 Seiten neu einzupaginieren, wenn die Akte bereits aus 9 Seiten besteht, so ist auf der 1. Seite des fünfseitigen, neuen Schriftsatzes 10 / 14 zu vermerken, die nachfolgenden 4 Seiten sind sodann mit 11, 12, 13 und 14 zu kennzeichnen.

## Umschläge
Auch die Seiten eines Umschlages werden nicht mit einer Seitennummer versehen. Vielmehr bezieht man sich im Herstellungsprozess eines vierseitigen Umschlages auf folgende Bezeichnungen:
- U1: äußere vordere, erste Seite des Umschlages (engl. outside front cover, OFC)
- U2: innere vordere, zweite Seite des Umschlages (engl. inside front cover, IFC)
- U3: innere hintere, dritte Seite des Umschlages (engl. inside back cover, IBC)
- U4: äußere hintere, vierte Seite des Umschlages (engl. outside back cover, OBC)

## Andere Zählweisen

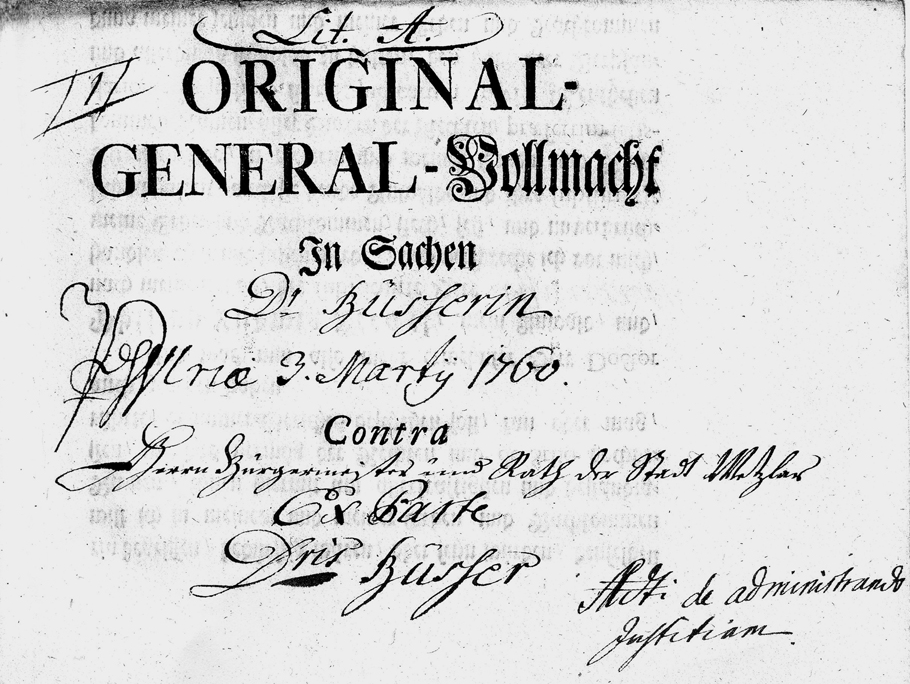
Quadrangel (linke obere Ecke) auf einem Schriftstück des 18. Jahrhunderts

Quadrangel sind eine weitere Form der fortlaufenden Zählung frühneuzeitlicher und neuzeitlicher Registratur-Akten. Jedes Schriftstück der Akte erhielt dabei eine eigene Nummer, das Quadrangel. In der Regel wurde diese Nummer am linken oberen Seitenrand angebracht. Die Bezeichnung Quadrangel (wörtlich „Viereck“) beruht darauf, dass die Nummern ursprünglich mit einem Viereck eingerahmt wurden; sie blieb auch dann noch gebräuchlich, als man auf den Rahmen verzichtete. Das Quadrangulieren (die Beschriftung mit Quadrangeln) wurde durch Mitarbeiter in der Registratur durchgeführt.
Bei Handbüchern findet sich gelegentlich eine Spaltenzählung, um das Aufsuchen des gesuchten Stichworts zu erleichtern, so in der Encyclopaedia Judaica von 1971; auch die Kulturzeitschrift Ost und West (1901–1923) zählte zwei Spalten pro Seite.
Skripte verwenden zuweilen eine Kapitelnummerierung mit gemischter Abschnitts- und Seitenzählung (Seite A–1, B–1 usw.).

## Druckmarken
Weiterhin können Seiten mit Druckmarken gekennzeichnet sein. Druckmarken werden verwendet, um den Druck nach Farbe, Position und Qualität zu kontrollieren, und werden normalerweise beschnitten. Bei historischen Drucken sind sie meist noch vorhanden, hauptsächlich Kustoden und Bogensignaturen, um dem Buchbinder die Arbeit beim Kollationieren beziehungsweise die Anordnung der Lagen zu erleichtern. Dazu dient auch das Registrum, ein Bogenregister am Ende eines Druckes.

## Paginierung in der Suchmaschinenoptimierung
In der Suchmaschinenoptimierung spricht man von einer Paginierung, sobald eine Nachrichten-Website beispielsweise einen sehr langen Artikel in mehrere kürzere Seiten unterteilt. Web-Auftritte mit integriertem Online-Shop nutzen die Paginierung innerhalb einer Kategorie, welche sehr viele Produkte beinhaltet. So kann der Nutzer bequem durch die Kategorie „blättern“. Mit einem entsprechenden HTML-Attribut im Quellcode unterstützt man eine Suchmaschine dabei, den Zusammenhang der einzelnen Seiten zu verstehen. Zum einen erkennt die Suchmaschine, welche Seite in den Suchergebnissen aufgenommen und angezeigt werden soll – und zwar Seite 1 – und zum anderen konkurrieren die einzelnen Seiten nicht untereinander in den Suchergebnissen. Dies passiert vor allen Dingen bei einem sehr ähnlichen Grundgerüst und fast identischen Inhalten, wie beispielsweise bei Kategorieseiten. Ausgezeichnet wird mit den HTML-Attributen rel="next" und rel="prev".